# Christian Erich Hermann von Meyer
Christian Erich Hermann von Meyer (alemany: Hermann von Meyer)  (Frankfurt del Main, 3 de setembre de 1801 - Frankfurt del Main, 2 d'abril de 1869), conegut com a Hermann von Meyer, va ser un paleontòleg alemany. L'any 1858 va rebre la Medalla Wollaston (Wollaston medal) per la Geological Society of London.
Nasqué a Frankfurt am Main.
L'any 1832, Meyer publicà la seva obra titulada Palaeologica, i en el curs de la seva vida va publicar diverses memòries de diverses restes fòssils inclòs el depredador del Triàsic, Teratosaurus, l'ocell primitiu Archaeopteryx lithographica (1861), el pterosaure Rhamphorhynchus, i el dinosaure prosauròpode Plateosaurus.
L'any 1832, Meyer publicà la seva obra titulada Palaeologica, i en el curs de la seva vida va publicar diverses memòries de diverses restes fòssils incloent el depredador del Triàsic, Teratosaurus, l'ocell primitiu Archaeopteryx lithographica (1861), el pterosaure Rhamphorhynchus, i el dinosaure prosauròpode Plateosaurus.
A Palaeologica, Meyer proposà classificar els rèptils fòssils en 4 grups basant-se en les seves extremitats:
- Saures amb dits dels peus similars als de les espècies actuals (per exemple,Teleosaurus, Protorosaurus, Streptospondylus)
- Saures amb extremitats similars als mamífers pesants terrestres actuals (Iguanodon, Megalosaurus)
- Saures amb extremitats per a nedar (p. e. Plesiosaurus, Mosasaurus)
- Saures amb extremitats per a volar (Pterodactylus)

Es va associar amb W Dunker i Karl Alfred von Zittel per a publicar Palaeontographica, des de 1851.
Actualment, Meyer probablement és més conegut per haver descrit i donar nom al dinosaure Plateosaurus engelhardti d'Europa Central.